# Piñata (Better Call Saul)
"Piñata" es el sexto episodio de la cuarta temporada de la serie de televisión de AMC Better Call Saul, serie derivada de Breaking Bad. El episodio se emitió el 10 de septiembre de 2018 en AMC en los Estados Unidos. Fuera de los Estados Unidos, el episodio se estrenó en el servicio de transmisión Netflix en varios países.

## Trama

### Apertura
En un flashback a 1993, Jimmy recolecta boletas para un grupo de oficinistas que predicen los resultados de la 65.ª entrega de los Premios de la Academia y Howard anuncia que Chuck ha cerrado con éxito un caso lucrativo. El personal aplaude y Kim aprovecha la oportunidad para mostrarle a Chuck su perspicacia legal. Jimmy intenta felicitar a Chuck, quien se muestra desdeñoso. Tras ello, Jimmy pasa por la biblioteca legal de la firma mientras entrega el correo, revisa para asegurarse de que nadie esté mirando y entra en silencio.

### Historia principal
En 2003, Kim revisa los documentos de Mesa Verde hasta altas horas de la noche, pero se siente atraída por sus casos pro bono. A la mañana siguiente, se reúne con Rich Schweikart y hace un exitoso lanzamiento para unirse a Schweikart & Cokely como directora de una nueva división bancaria. Ella le informa a Jimmy durante el almuerzo, diciéndole falsamente que Rich la buscó.
Un pariente de Geraldine, su primera cliente en el derecho de ancianos, llama a Jimmy para decirle que ella murió. Tras aclararle puntos de su testamento, Jimmy se derrumba después y luego vuelve a ver su primer comercial de derecho de ancianos, que presentaba a Geraldine.
Gus y Mike hacen arreglos para albergar a Werner Ziegler y su equipo mientras construyen el laboratorio de metanfetamina. Mike explica los arreglos de vivienda y seguridad a Werner y su equipo. El miembro de la tripulación Kai parece desdeñoso, pero Werner responde por él. Mike se disculpa con Stacey por exponer a Henry en el grupo de apoyo y Stacey le permite volver a ver a Kaylee.
Gus visita a Héctor Salamanca, hospitalizado e inconsciente, y le cuenta una historia de su infancia sobre un coatí que se comió la fruta de un árbol de lúcuma que Gus había cuidado cuidadosamente en Chile. Atrapó al coatí, que se rompió la pierna al intentar escapar. En lugar de matarlo, lo que habría sido humano, Gus lo sostuvo y lo dejó sufrir hasta que muriera.
Jimmy visita HHM para recoger su cheque de herencia de $5,000. Howard explica que los clientes se van porque la reputación de HHM se ha visto dañada por los acontecimientos recientes. Antes de partir, Jimmy intenta una charla de ánimo de "amor duro" para despertar a Howard a la acción.
Jimmy usa su herencia para comprar teléfonos de pago por uso para revenderlos en la calle. Los tres adolescentes que le robaron previamente intentan robarle de nuevo, y Jimmy los lleva a una trampa. Después de que los tres adolescentes están atados y suspendidos boca abajo, Huell Babineaux y Man Mountain usan bates para aplastar piñatas cerca de sus cabezas. Jimmy obtiene su temeroso acuerdo de que los chicos lo dejarán en paz y correrán la voz de que está fuera de los límites.

## Producción
Este episodio presenta el regreso de Michael McKean (Chuck McGill), quien apareció por última vez en el final de la tercera temporada cuando su personaje muere fuera de la pantalla después de que deliberadamente prendiera fuego a su casa en un aparente suicidio.
Este episodio fue dirigido por Andrew Stanton, quien ha escrito y dirigido varias películas de Pixar como Buscando a Nemo y WALL-E. También había dirigido John Carter, lo que le había dado la idea de hacer más trabajo de dirección de acción en vivo. "Piñata" es la segunda producción televisiva de Stanton, tras la dirección de dos episodios de la segunda temporada de Stranger Things, oportunidad que le dio Shawn Levy. Desde Stranger Things habló con más gente sobre su interés en más producciones televisivas. Durante una conversación de este tipo con Mark Johnson y Melissa Bernstein, los productores ejecutivos del programa, le sugirieron la oportunidad de dirigir un episodio de Better Call Saul, a lo que saltó, ya que era fanático de Breaking Bad y Better Call Saul y quería la oportunidad de trabajar con los creadores Vince Gilligan y Peter Gould.
La escena con Gus y Héctor termina con un plano de la mano derecha de Héctor cuando Gus sale; esto tenía la intención de aludir a la escena en el episodio "Face Off" de la cuarta temporada de Breaking Bad, en la que Héctor usa la misma mano para desencadenar la explosión que lo mata a él y a Gus. Se filmaron dos tomas de esta escena, una con el dedo de Héctor moviéndose y otra sin él, ya que hubo un debate en el equipo de producción sobre qué versión sería mejor. El episodio tal como se transmitió no incluyó la contracción.

## Recepción
"Piñata" recibió elogios de la crítica. En Rotten Tomatoes, obtuvo una calificación perfecta del 100 % con una puntuación promedio de 8.52/10 basada en 11 reseñas. El consenso crítico del sitio dice que: "Aunque es más un asqueroso expositivo que los episodios anteriores, 'Piñata' mantiene el crecimiento del personaje cargado de emociones de la temporada y proporciona una actuación poderosa y ligeramente petrificante de Giancarlo Esposito".
El nominado al Emmy, Giancarlo Esposito, presentó este episodio para su consideración para el Premio Primetime Emmy al Mejor Actor de Reparto en una Serie Dramática para la 71.ª edición de los Premios Primetime Emmy.

### Calificaciones
"Piñata" fue vista por 1,40 millones de espectadores en su primera emisión, obteniendo un índice de audiencia de 0,4 entre los espectadores de entre 18 y 49 años.